# Enrique Martínez Fariñas
Enrique Martínez Fariñas (1925 en Lérida - 1985 en Barcelona) fue un prolífico escritor español de más de 400 novelas cortas de diversas temáticas, incluidas novelas gráficas, además fue editor y agente literario. Usó multitud de seudónimos, como E. M. Fariñas, Elliot Dooley, Henry D'Oray, Ivonne Bel, Jack King, Adam Nebles, Young Lassiter, Don Carter, Chantal Fleury, Helmuth Von Sohel, Enrico Farinacci, Al Barton, Ram Parrot, Raóul Artz, Richard War, Cliff Maxwell, Irving Smutty, Giovanni Casanova, Master Space, Ralph Benchmark, o Lew Spencer.

## Biografía
Enrique Martínez Fariñas era un escritor muy polifacético. Cultivó prácticamente todos los géneros populares: novela del oeste, novela fantástica, novela histórica, novela de ciencia ficción, cómic, cuento infantil, fotonovela, biografía, etc.
Trabajó para diversas editoriales, sobre todo con Editorial Bruguera, y utilizó multitud de seudónimos, algunos en exclusiva y algunos compartidos. En los años 70 dirigió algunas colecciones en la Editorial Ceres, filial de la Editorial Bruguera. Más tarde se unió a la Editorial Fórum del Grupo Planeta.
Durante su trabajo en Bruguera, adaptó relatos clásicos para la colección "Historias". Con el dibujante Beaumont, creó tres series de cuadernos, entre las que destaca El Príncipe de las Brumas (1961).
Enrique Martínez Fariñas falleció en 1985 en Barcelona.

### Como E. M. Fariñas
- Amor sin fronteras	(1957)
- Como en las películas	(1957)
- El corazón no olvida	(1957)
- Entre el amor y el orgullo	(1957)
- Esclavos del deber	(1957)
- La mansión del silencio	(1957)
- La última ilusión	(1957)
- Naufragio en la luna de miel	(1957)
- Sendas del destino	(1957)
- ¡Perdóname!	(1958)
- El precio del silencio	(1958)
- En la marisma	(1958)
- Huyendo del destino	(1958)
- La noche tiene alas	(1958)
- Solo tú	(1958)
- Cruel engaño	(1959)
- Razas opuestas	(1959)
- Vida de Cervantes: el creador de Don Quijote	(1959)
- El Cid	(1961)
- Entre dos amores	(1961)
- No sólo matan las balas	(1961)
- Perseguida	(1961)
- La tortuga agradecida	(1962)
- César Augusto	(1964)
- Los reyes godos: una época turbulenta y apasionante	(1964)
- África misteriosa	(1965)
- Grandes santos	(1965)
- La selva: Mundo inexplorado	(1965)
- Leonardo de Vinci	(1965)
- Egipto: Tierra de Faraones	(1966)
- Enciclopedia de curiosidades	(1966)
- Grandes ciudades desaparecidas	(1966)
- Historia de la aviación	(1966)
- Mundos invisibles: El microondas	(1966)
- Barrios chinos	(1967)
- Enciclopedia del mundo antiguo	(1967)
- Stanley y Livingstone	(1967)
- Fray Junípero Serra: Evangelizador de California	(1968)
- Alarma general	(1971)
- Catalina de Rusia	(1971)
- El televisor soñado	(1971)
- Cosas de animales	(1972)
- Cuentos chic 	(1972)
- Cuentos maravillosos	(1972)
- El buscador de oro	(1972)
- Sodoma y Gomorra: Amores prohibidos	(1972)
- Vida animal	(1972)
- Cuentos dinámicos	(1973)
- Escándalos financieros españoles: MATESA-REACE, Barcelona Traction, Cajas de Crédito Popular, etc.	(1976)
- 5 historias fantásticas	(1976)
- 5 historias de aviación	(1977)
- El estrangulador de Boston y otros grandes sucesos	(1977)
- Marlon Brando 	(1978)
- Los animales	(1979)
- Mi ciudad	(1979)
- Nicaragua	(1979)
- Pedro en el país del dulce	(1979)
- Pedro viajando por el espacio	(1979)
- Pinta tus cosas 	(1979)
- Quiero ser	(1979)
- Albums de oriente	(1980)
- Albums Zoo	(1980)
- Cuentos del Oriente	(1980)
- El gran libro de los animales	(1980)
- Gran zoo	(1980)
- Juan Diego en el milagro de las rosas	(1980)
- Juan Diego en reina de los indios	(1980)
- Juan Diego en virgen protectora	(1980)
- Juan Diego en virgen sanadora	(1980)
- Las maravillas del reino animal	(1980)
- Aníbal	(1981)
- Aventura espacial	(1981)
- El príncipe y los vikingos	(1981)
- El rey del mar	(1981)
- Pintando	(1981)
- Mundial 82	(1982)
- Cascada de cuentos	(1983)
- Los secretos de Bruce Lee: el rey del karate y del kung-fu	(1988)

### Como Elliot Dooley
- La conquista del mar: Historia de la navegación	(1958)
- Tres voluntarios	(1958)
- Fusilado al amanecer	(1959)
- Todo un héroe	(1959)
- Corazón de samurái	(1960)
- Davy Crockett	(1960)
- La conquista del espacio	(1960)
- El último amanecer	(1961)
- Maraluman	(1961)
- "Hunter"	(1962)
- Servicio silencioso	(1962)
- ¡No es ley de guerra!	(1963)
- Armisticio particular	(1963)
- Chott Djerid	(1963)
- Demasiado listo	(1963)
- Diez por uno	(1963)
- El sustituto	(1963)
- El umbral de la muerte	(1963)
- Lawrence de Arabia	(1963)
- Objetor de conciencia	(1963)
- Soldado profesional	(1963)
- Un "Don Nadie"	(1963)
- Yo soy neutral	(1963)
- Alas sobre Hainan	(1964)
- Corresponsal y traidor	(1964)
- Honor al uniforme	(1964)
- Ley inexorable	(1964)
- Misión de locos	(1964)
- Piratas y corsarios	(1964)
- Hombres en guerra	(1965)
- Hora "cero"	(1965)
- Caucho peligroso	(1966)
- El mochila	(1966)
- La séptima oportunidad	(1967)
- El piquete espera	(1969)
- Lobo solitario	(1969)
- Un jugador de ventaja	(1969)
- Agua de fuego	(1972)
- ¡Cobarde!	(1980)
- Alimañas de uniforme	(1980)
- Condecoración de plomo	(1980)
- El valor de un cobarde	(1980)
- Alambradas de muerte	(1981)
- Alerta roja	(1981)
- Condenado a vivir	(1981)
- Cosmodea	(1981)
- El mercenario	(1981)
- El síndrome de Thanatos	(1981)
- Emboscada	(1981)
- Los primeros en G-3	(1981)
- Matar o morir	(1981)
- Sobrevivir es ley	(1981)
- Alguien llamado "hombre"	(1982)
- Bushido	(1982)
- Destino: Thanatos	(1982)
- Pascua sangrienta (1982)
- Pelotón de ejecución (1982)
- La Leyenda Viviente (1984)

### Como Young Lassiter
- Belle Starr: una mujer fuera de la ley	(1958)
- Billy "El niño"	(1958)
- Hablan las pistolas	(1958)
- Los solitarios	(1958)
- Pat Garrett	(1958)
- Senda de venganza	(1958)
- Tipsy Doc "El borrachín"	(1963)
- Misión peligrosa	(1964)
- Saldo de cuentas	(1964)
- Siguiendo su destino	(1964)
- Chaquetas rojas	(1965)
- Sangre en el rancho	(1968)
- Una mujer peligrosa	(1978)

### Como Enrico Farinacci
- Julio César	(1959)
- Marco Polo	(1983)

### Como Cliff Maxwell
- Alas sobre Luzón	(1962)
- Murió como un valiente	(1962)
- Ladrón de motos	(1983)

### Como Richard Ward
- El tren de la muerte	(1965)
- Frente del Este	(1965)
- Muerte bajo cero	(1965)
- Rumbo a la muerte	(1965)
- La muerte tiene ojos oblicuos	(1966)
- Un sargento de marines	(1966)

### Como Helmuth Von Sohel
- Gamberros y "Teddy Boys"	(1966)
- Los canallas de eros: La trata de blancas	(1971)
- Misterios de espionaje	(1973)
- Biografía del crimen	(1974)
- James Dean: una vida apasionada y apasionante	(1976)
- Bruce Lee	(1977)
- Robert Redford	(1977)
- John Travolta	(1979)

### Como Don Carter
- Cava tu tumba	(1969)
- El tahúr	(1969)
- El verdugo	(1969)
- En las puertas del infierno	(1969)
- ¡Culpable!	(1970)
- Los sin ley	(1970)
- Medio hombre	(1970)
- Un par de botas	(1970)
- Hombres de honor	(1971)
- No llores, Bill	(1971)
- Cava tu fosa	(1975)
- Los fugitivos	(1975)

### Como Max Cardiff
- El rebelde	(1969)
- Aniquilaciones en serie	(1976)

### Como Jack Lewis
- ¿Buscas mi piel…?	(1970)
- Abismos sin fondo	(1970)
- Entre dos "Colts"	(1970)
- Odio en la sangre	(1970)
- Plomo dorado	(1970)
- Reses marcadas	(1970)
- Torrente de fuego	(1970)
- Tumbas abiertas	(1970)
- Caballo salvaje	(1971)
- De mala raza	(1971)
- Doble juego	(1971)
- Espérame en tu fosa	(1971)
- Lágrimas de plomo	(1971)
- Pura dinamita	(1971)
- Regreso al honor	(1971)
- Te regalo un muerto	(1971)
- Tienes que morir	(1971)
- Vidas robadas	(1971)
- Reses sangrientas	(1975)
- Cuando se ponga el Sol	(1976)
- Botín de guerra	(1982)
- La tierra agoniza	(1982)

### Como Giovanni Casanova
- María Antonieta	(1971)
- Cleopatra	(1973)
- La mafia	(1973)
- Mesalina	(1973)

### Como Raoul Artz
- Cocina moderna	(1977)

### Como Adam Nebles
- Caídos por la libertad: los muertos hablan	(1977)

### Como James Olsson
- Sólo hubo un paraíso	(1977)

### Como Henry Pharin
- Barrios prohibidos	(1977)

### Como Sven Martz
- Cebo mortal	(1978)
- Con la muerte en los puños	(1978)
- Sangre en la nieve	(1978)

### Como Rachel Artz
- La timidez vencida	(1978)

### Como Master Space
- Expulsados	(1980)
- Orden de destrucción	(1980)
- Peligro latente	(1980)
- Superhombres del Cosmo	(1980)

### Como Ralph Benchmark
- ¡Células!	(1980)
- El renacer	(1980)

### Como Herbert Shane
- Terror en el acantilado	(1980)
- ¡Silencio, acción!	(1982)

### Como Lew Spencer
- Vorágine de terror	(1980)

### Como Ivonne Bel
- Adorable Joël	(1981)
- Años maravillosos	(1981)
- Canto de amor	(1981)
- La otra oportunidad	(1981)
- Volver a empezar	(1981)
- Aquella noche	(1982)
- Cita en el Pont-Neuf	(1982)
- Como un Oasis	(1982)
- El ángel era mujer	(1982)
- La gran mentira	(1982)
- No me digas adiós	(1982)
- Nunca será tarde	(1982)
- Rebeldes	(1982)
- Siempre amanece	(1982)
- Amarga dulzura	(1983)
- El hombre de su vida	(1983)
- Hechizo	(1983)
- La alegría de vivir	(1983)
- La apuesta	(1983)
- Las 7 noches de Elena	(1983)
- Tiempo de amar	(1983)
- Un hombre importante	(1983)
- De las lágrimas al amor	(1984)

### Como Josehp Lewis
- Stop espacial	(1983)

### Como Ram Parrot
- Oro = muerte	(1984)
- Un hombre marcado	(1984)
- El olor del miedo	(1985)
- Encrucijada de odios	(1985)
- La última bala	(1985)
- Tendenfeet	(1990)
- Iba de "perdonavidas"	(1991)
- Ola de violencia	(1991)

### Como Al Barton
- El vengador implacable	(1984)
- Juramentado para matar	(1984)
- Ajuste de cuentas	(1985)
- Pasto para buitres	(1985)
- Buscadores de oro	(1989)
- El cazarrecompensas	(1989)
- Tempestad sobre Nevada	(1989)
- Un hombre ha de morir	(1990)

### Detalle de algunas obras ilustradas
| Año  | Título                    | Autor original    | Dibujante        | Tipo       | Publicación                   |
| ---- | ------------------------- | ----------------- | ---------------- | ---------- | ----------------------------- |
| 1957 | Hombres en Guerra         |                   |                  | Serial     | Gráficas Soriano              |
| 1958 | La Pequeña Dorrit         | Charles Dickens   | Jaime Juez       | Monografía | Bruguera: Historias, núm. 66  |
| 1958 | La conquista del mar      |                   | Pedro Alférez    | Monografía | Bruguera: Historias, núm. 72  |
| 1959 | Claro de Luna             |                   |                  | Serial     | Ibero Mundial                 |
| 1959 | Tom Sawyer detective      | Mark Twain        | Rafael Cortiella | Monografía | Bruguera: Historias, núm. 81  |
| 1958 | Julio César               |                   | Francisco Ortega | Monografía | Bruguera: Historias, núm. 90  |
| 1959 | Vida de Cervantes         |                   | Dino Battaglia   | Monografía | Bruguera: Historias, núm. 96  |
| 1959 | La conquista del espacio  |                   | Enric Monserrat  | Monografía | Bruguera: Historias, núm. 97  |
| 1960 | Davy Crockett             |                   | Luis Roca        | Monografía | Bruguera: Historias, núm. 102 |
| 1960 | De grumete a almirante    | Frederick Marryat | Francisco Blanes | Monografía | Bruguera: Historias, núm. 111 |
| 1960 | Piratas y corsarios       |                   | Felipe Herranz   | Monografía | Bruguera: Historias, núm. 121 |
| 1961 | El Príncipe de las Brumas |                   | Beaumont         | Serial     | Sade                          |